# Олег Новицки
Олег Викторович Новицки (рус. Олег Викторович Новицкий; рођен 12. октобра 1971. у Червењу, СССР) је пилот и космонаут Роскосмоса. До сада је у свемир летео једном, летелицом Сојуз ТМА-06М, између октобра 2012. и марта 2013. године, када је боравио на Међународној свемирској станици као члан Експедиција 33/34. Поново ће полетети у свемир 17. новембра 2016. летелицом Сојуз МС-03 и боравиће на МСС као члан Експедиција 50/51 у трајању од око шест месеци.
Пре него што је изабран за космонаута 2006. године служио је у Руском ратном ваздухопловству где је стекао чин пуковника. Током службе летео је на школским авионима, као и на Сухоју Су-25, а укупно је акумулирао преко 600 сати лета.
Ожењен је Јулијом Владиславовном Новицкајом, са којом две ћерке — Јану (1996) и Маргариту (2016).